# Justh Gyula (színművész)
Justh Gyula, névváltozata: Just Gyula (Budapest, 1887. június 24. – Budapest, Erzsébetváros, 1955. június 2.) magyar színész.

## Életútja
Just Lipót bádogossegéd és Klopfer Júlia fiaként született. Az Országos Színészegyesület színiiskolájában diplomázott 1909-ben, ebben az évben kezdte színész pályafutását is. Szerepelt Palásthy Sándor, 1910-től Szabó Ferenc, majd 1911-től Mariházy Miklós társulatában. Fellépett Nyitrán, Besztercebányán, Nagyszombaton, Désen, Hatvanban, Sátoraljaújhelyen és Beregszászon. 1921–22-ben a Felvidéken játszott Faragó Ödönnél. 1929-től az Új Színház, 1930-tól a Magyar Színház tagja volt. Hosszabb ideig működött Kecskeméten, majd Kassán és Pozsonyban aratta sikereit. A fővárosban is hamarosan előkelő pozíciót ért el. Színpadra lépett a Vígszínházban is, majd innen 1941-ben az OMIKE Művészakcióhoz került 1944-ig. 1949 és 1953 között a Madách Színház tagja volt.

## Filmszerepei
- Piri mindent tud (1932) – a Zöld Hordó főpincére
- Repülő arany (1932) – pesti szállodaportás
- Kísértetek vonata (1933) – kalauz
- Iza néni (1933)
- Az ellopott szerda (1933) – Udvardi község bírája
- Mindent a nőért! (1933-34)
- Rotschild leánya (1934) – Kékesi Kéky Kázmér, Kitty apja
- Az új rokon (1934) – a Grill tulajdonosa
- Lila akác (1934) – kaszinó portása
- Emmy (1934) – őrnagy
- Meseautó (1934) – a Központi Bank egyik osztályvezetője
- Ez a villa eladó (1935) – János, Hódy inasa
- A csúnya lány (1935) – bíró a válóperen
- Szerelmi álmok (1935) – katonatiszt
- Budai cukrászda (1935) – a kiállítás rendezője
- Címzett ismeretlen (1935) – Dr. Erdei Sándor ügyvéd
- Szent Péter esernyője (1935) – pipázó falusi férfi
- Az új földesúr (1935) – Mikucsek, Corinna megbízottja
- Barátságos arcot kérek! (1935) – építésvezető
- Café Moszkva (1935) – Katyusa Arkagyina, rab
- Légy jó mindhalálig (1936) – tanár
- Ember a híd alatt (1936) – Soltész asszisztense a klinikán
- Havi 200 fix (1936) – anyakönyvvezető
- Méltóságos kisasszony (1937) – Monori kezelőorvosa
- Évforduló (1936) – Korongi Gábor
- Tisztelet a kivételnek (1936) – főpincér a Zöldhordó vendéglőben
- Nászút féláron (1936) – tolmács
- Az aranyember (1936) – kávéházi vendég
- Dunaparti randevú (1936) – könyvesbolti eladó
- Mária nővér (1936) – újságíró
- Sportszerelem (1936–37) – szállodatitkár
- Fizessen, nagysád! (1937) – ügyvéd
- Pesti mese (1937) – kalapszalonra licitáló férfi
- A férfi mind őrült (1937) – főpincér a szálloda éttermében
- Édes a bosszú (1938) – benzinkutas
- Hotel Kikelet (1937) – szállodaportás
- Mámi (1937) – vendég a bálon
- A kölcsönkért kastély (1937) – szállodaportás
- A 111-es (1937) – rendőrtiszt
- Mai lányok (1937) – Takács Károly asztalosmester
- 3 : 1 a szerelem javára (1937) – szállodaportás
- Egy lány elindul (1937) – erdész
- Az ember néha téved (1937) – Józsi, pincér
- Pillanatnyi pénzzavar (1937–38) – főpincér a restiben
- Magdát kicsapják (1937–38)
- Fekete gyémántok (1938) – üzletember a tőzsdén
- A hölgy egy kissé bogaras (1938) – Gusztáv, gyári portás
- Aranyóra (1945) – Oszkár barátja
- Beszterce ostroma (1948) – pincér
- Janika (1949) – szállodaportás
- Állami áruház (1952)
- Erkel (1952) – fogadós
- Föltámadott a tenger (1953) – pópa